# Orrorin tugenensis
Orrorin tugenensis, або Praeanthropus tugenensis — вид гомінід, єдиний відомий представник роду оррорін (Orrorin). Жив близько 6 мільйонів років тому (наприкінці міоцену) вважається одним з найдавніших відомих предків гомінід і, можливо, сучасних людей. Особливості цього виду були, в тому, що вони були приблизно розміром з шимпанзе. В них були маленькі зуби з товстою емаллю, схожі на зуби сучасних людей. Проживав на території Східної Африки — схили Туген, центральна Кенія. Свою назву Orrorin tugenensis вид отримав завдяки місцевості з якої походив. Зокрема «Orrorin» мовою жителів Тугену означає «перша людина»(англ. original man), «tugenensis» безпосередньо стосується території його проживання — схилів Тугену. У нього є кличка — Millenium Man, що з англійської приблизно перекладається, як «людина тисячоліття».

## Історія відкриття

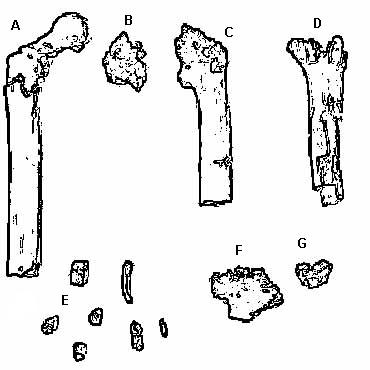
Голотипний матеріал O. tugenensis

Дослідницька група під керівництвом французького палеонтолога Бріджит Сенут і французького геолога Мартіна Пікфорда виявила залишки оррорінів  в Кенії. Вони залягали між двома шарами вулканічного попелу, завдяки яким датуються відносно точно. Було виявлено більше десятка скам'янілостей, що датуються періодом між, приблизно 6,2—6 млн років. Знахідки отримали назву «оррорін тугененсіс» (Orrorin tugenensis), що походить від імені низовини, де велися пошукові роботи (Туген), і від слова «оррорін», що означає «перша людина» на мові одного з місцевих племен.
Найбільш поширеним припущенням щодо об'єму мозку ороріна є наступне: він дорівнює об'єму мозку шимпанзе, що приблизно становить 340—400 см³. Проте не було виявлено достатньо решток, зокрема черепа, щоб говорити про це ствердно.

## Орорін у дослідженнях

### Фаланга великого пальця
Наразі саме фаланга великого пальця ороріна (якщо більш точно, його кінчик) дають змогу по-новому поглянути на еволюцію людських рук — така думка була висунута 6 квітня 2012 року на щорічній зустрічі Американського Об'єднання Фізичних Антропологів (American Association of Physical Anthropologists (AAPA)). Автором бачення є Серхіо Альмесіха — доктор фізичної антропології Незалежного Університету Барселони (Universidad Autónoma de Barcelona).
Рештки, вивчені Альмесіхою та його колегами, вказують, що великий палець Ороріна був достатньо довгим, щоб доторкатися до решти протиставлених йому пальців і сполучатися з кожним із них. Це могло б дозволити цьому виду гомінідів (другого за давністю після Сахельантропа) добре керувати знаряддями.
Та загалом ідея полягає у тому, що цей довгий протиставлений рухомий палець, міг би забезпечити щось на кшталт точного затиску предметів. Ця теорія дещо руйнує усталену думку про те, що перехід до точно затиску відбувся разом зі створенням перших примітивних знарядь у Homo habilis. На прикладі ороріна Альмесіха намагається довести свою точку зору, оскільки це найдавніші рештки представників гомініні (решток долоні Сахельатропа не виявлено).
Теорію критикували, зокрема американський палеоантрополог Расел Туттл, котрий з його слів, не був здивованим таким підходом до вивчення решток Ороріна. Він відзначив, що хоча й така версія є імовірною, те, чи використовував цей вид точний затиск залишається нез'ясованим, потрібно більше аналізів решток інших представників родини Гомінідів.

## Еволюційне положення
Якщо оррорін дійсно є прямим предком людей, то ардіпітека і австралопітеки виявляються тупиковою гілкою еволюції, оскільки оррорін жив до їх появи, а форма його стегнової кістки істотно ближче до людської, ніж у Люсі. Поки що це питання залишається дискусійним.

## Про середовище та прямоходіння
Хоча більшість теорій походження людини передбачали, що тогочасні наші предки жили у савані, ороріни насправді ж жили у сухих вічнозелених лісах. До такого висновку дійшли проаналізувавши залишки рослин і тварин тієї епохи. Це, вочевидь, наштовхує на думку, що прямоходячі мавпи спершу з'явилися у лісах, а не еволюціонували від чотириногих, що вийшли на відкритий простір. Мабуть, змога ходити прямо була елементом адаптації до життя на деревах. Сучасні орангутани використовують всі свої чотири кінцівки, щоб пересуватися по грубих гілках, проте до тонщих вони чіпляються знизу або рухаються по них на задніх кінцівках, балансуючи на своїх двох або готуючись передніми вхопитися за інші гілки. Така тактика допомагає їм наблизитись до плодів, розташованих далеко від стовбура дерева, або стрибати з одного дерева на інше. На відміну від них предки шимпанзе і горил в основному зосереджувалися на лазінні по вертикальних стовбурах та ліанах, чим зумовлена їх клишонога ходьба по землі. А проте, і люди отримали у спадок багато від цих приматів.